# Eiras (Chaves)
Eiras é uma povoação portuguesa do Município de Chaves que foi sede da extinta Freguesia de Eiras, freguesia que tinha 4,71 km² de área e 540 habitantes (2011), e, por isso, uma densidade populacional de 114,6 hab/km².
A Freguesia de Eiras foi extinta em 2013, no âmbito de uma reforma administrativa nacional, tendo sido agregada às freguesias de São Julião de Montenegro e Cela, para formar uma nova freguesia denominada União das Freguesias de Eiras, São Julião de Montenegro e Cela com a sede em Alto da Micha.
A Freguesia de Eiras era constituída pelas povoações de Eiras, Castelo e São Lourenço. Eiras, também referenciada como de Santa Maria de Moreiras do Vale, assenta na rica veiga de Chaves, na margem esquerda do rio Tâmega. Esta localidade confronta com Faiões e a cidade de Chaves.
Os seus terrenos férteis situados na veiga, produzem abundantemente todos os géneros agrícolas da região, sendo de destacar as culturas de cereais, batata, legumes, frutas e bons vinhos de mesa, sobretudo o afamado vinho da Pipa e atá as cerejas.
O topónimo geográfico provém, possivelmente, dos eirados ou eiras aqui situadas, locais estes destinados às operações de tratamento e recolha de cereais.[carece de fontes?]

## População
| Número de habitantes | Número de habitantes | Número de habitantes | Número de habitantes | Número de habitantes | Número de habitantes | Número de habitantes | Número de habitantes | Número de habitantes | Número de habitantes | Número de habitantes | Número de habitantes | Número de habitantes | Número de habitantes | Número de habitantes |
| -------------------- | -------------------- | -------------------- | -------------------- | -------------------- | -------------------- | -------------------- | -------------------- | -------------------- | -------------------- | -------------------- | -------------------- | -------------------- | -------------------- | -------------------- |
| 1864                 | 1878                 | 1890                 | 1900                 | 1911                 | 1920                 | 1930                 | 1940                 | 1950                 | 1960                 | 1970                 | 1981                 | 1991                 | 2001                 | 2011                 |
| 520                  | 561                  | 661                  | 552                  | 598                  | 554                  | 674                  | 701                  | 812                  | 786                  | 560                  | 587                  | 524                  | 560                  | 540                  |

(Obs.: Número de habitantes "residentes", ou seja, que tinham a residência oficial nesta freguesia à data em que os censos  se realizaram.)

## Património

### Cruzeiro de Eiras
No largo da entrada da aldeia encontra-se um belo e raro cruzeiro, com as extremidades rematadas em Flor de Lis, dos mais antigos da região, datado de 1650, muito parecido com o cruzeiro da Porta da Glória da Catedral de Santiago. Pensa-se que este local integrava um dos percursos das peregrinações a Santiago de Compostela.

### Igreja Matriz

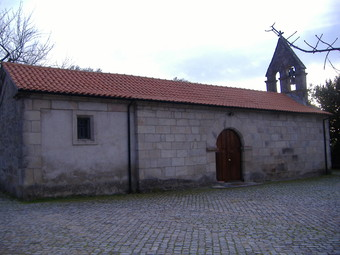
Igreja Matriz - Lugar da Pipa

A Igreja Matriz, românica, tendo como padroeira a Senhora da Expectação, situa-se no lugar da Pipa. Falta-lhe um sino que alguns referem ter sido removido por uma aldeia rival.

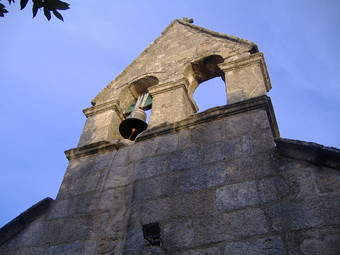
Sino da Igreja

### Quinta da Senhora da Conceição
Junto ao cruzeiro estende-se a Quinta da Senhora da Conceição, hoje separada em duas partes, onde ainda, muito degradada, persiste uma capelinha adornada com uma bela janela manuelina.
O fundador da Quinta foi governador da Praça de Chaves, Francisco de Morais Madureira Lobo Liz e Prado do qual houve uma filha, Dona Rita Lobo Liz e Prado, mãe do último morgado da referida Quinta das Eiras e da Casa da Santa Cabeça de Chaves, cuja pedra de armas se encontra no Museu da Região Flaviense.
Outra figura notável desta aldeia foi Manuel de Morais Madureira Lobo. Considera-se que aquele belo cruzeiro, que nas extremidades da haste e dos braços, apresenta as bem configuradas Flores de Lis, poderá ter sido edificado por esta nobre família esculpindo nele um dos símbolos das suas armas. Manuel de Morais Madureira, irmão de Rita Lobo Liz e Prado, desempenhou as funções de Capitão de Cavalos e Ajudante de Campo de D. Miguel de Bragança. Depois da convenção de Evoramonte, onde D. Miguel foi destinado ao exílio, este fidalgo acompanhou o rei no seu destino, tendo morrido nesse mesmo exílio. Era de família muito abastada, pois além da Quinta já referida possuía os Casais de Edral, no concelho de Vinhais e Vimioso e os Prazos de Ervões no concelho de Valpaços e de Nogueira de Barroso no concelho de Boticas.
Era também desta nobre família o último abade que residiu dentro das muralhas do Castelo de Monforte e foi este sacerdote quem mandou construir a elegante capela da Senhora da Conceição, já referida.
O abandono da rica Abadia de Monforte ficou a dever-se ao mau carácter demonstrado pelo infante D. Francisco de Bragança, filho de D. Pedro II e irmão de D. João V, que era o senhor daquelas terras por direito do Infantado. Quando visitou aquele castelo e foi amorosamente presenteado pelos vereadores do município, com um cesto de figos, ele atirou-os ao presenteador, por considerar uma insignificância. Perante este gesto muito pouco abonador do carácter do Infante, tanto o abade como o governador da fortaleza, que era André da Cunha Melo, abandonaram os seus postos e cargos, regressando o abade a Eiras e o governador às suas terras de Moncorvo.